# Biserica de lemn din Stoiceni

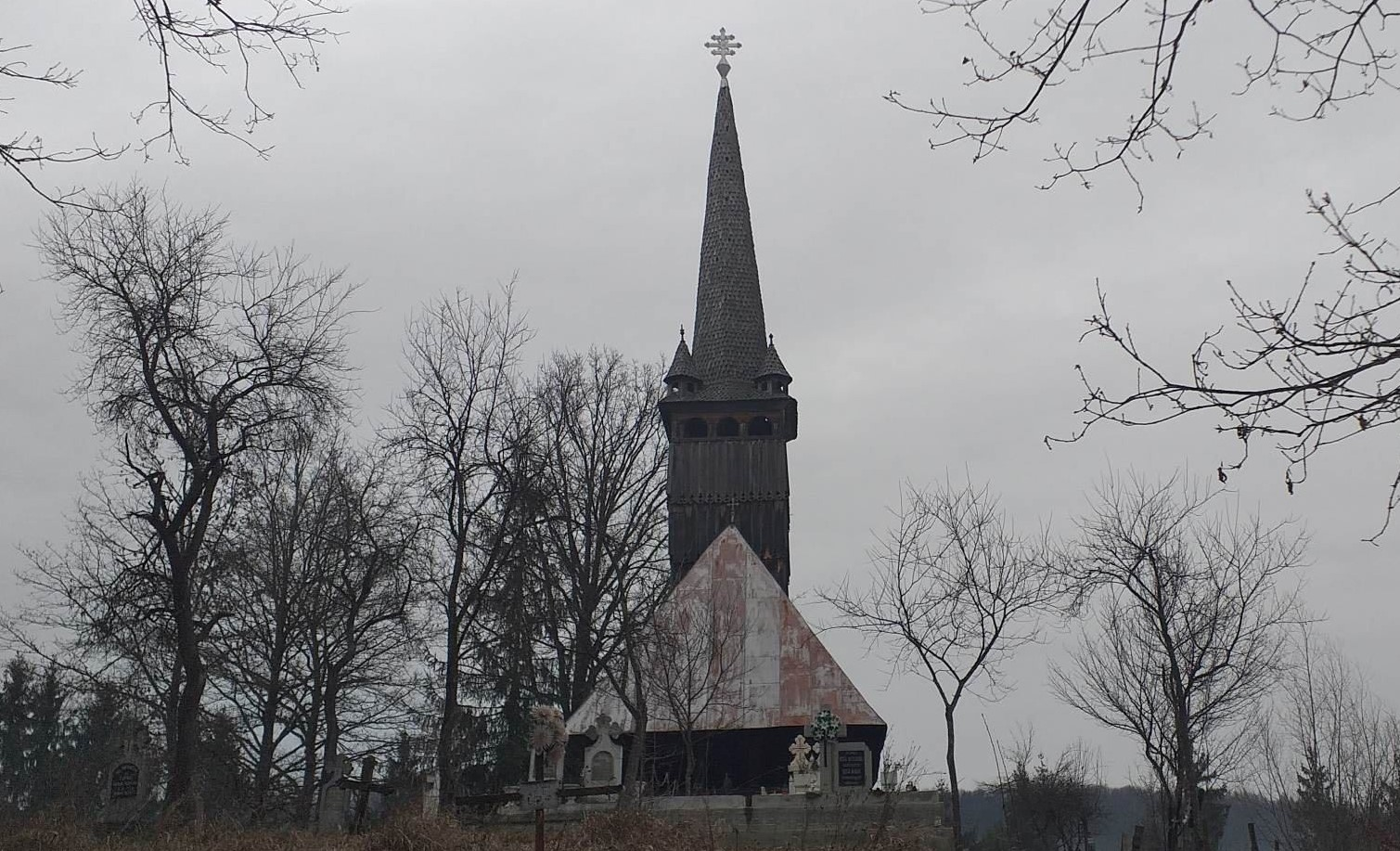
Biserica de lemn din Stoiceni, foto 26.01.2020

Biserica de lemn din Stoiceni, județul Maramureș datează din anul 1860. Are hramul „Sfinții Arhangheli Mihail și Gavril”. Biserica se află pe noua listă a monumentelor istorice sub codul LMI:  MM-II-m-A-04754.

## Galerie de imagini
- Imaginile de mai jos reprezintă cea de-a II-a biserică de lemn (biserica nouă) din Stoiceni

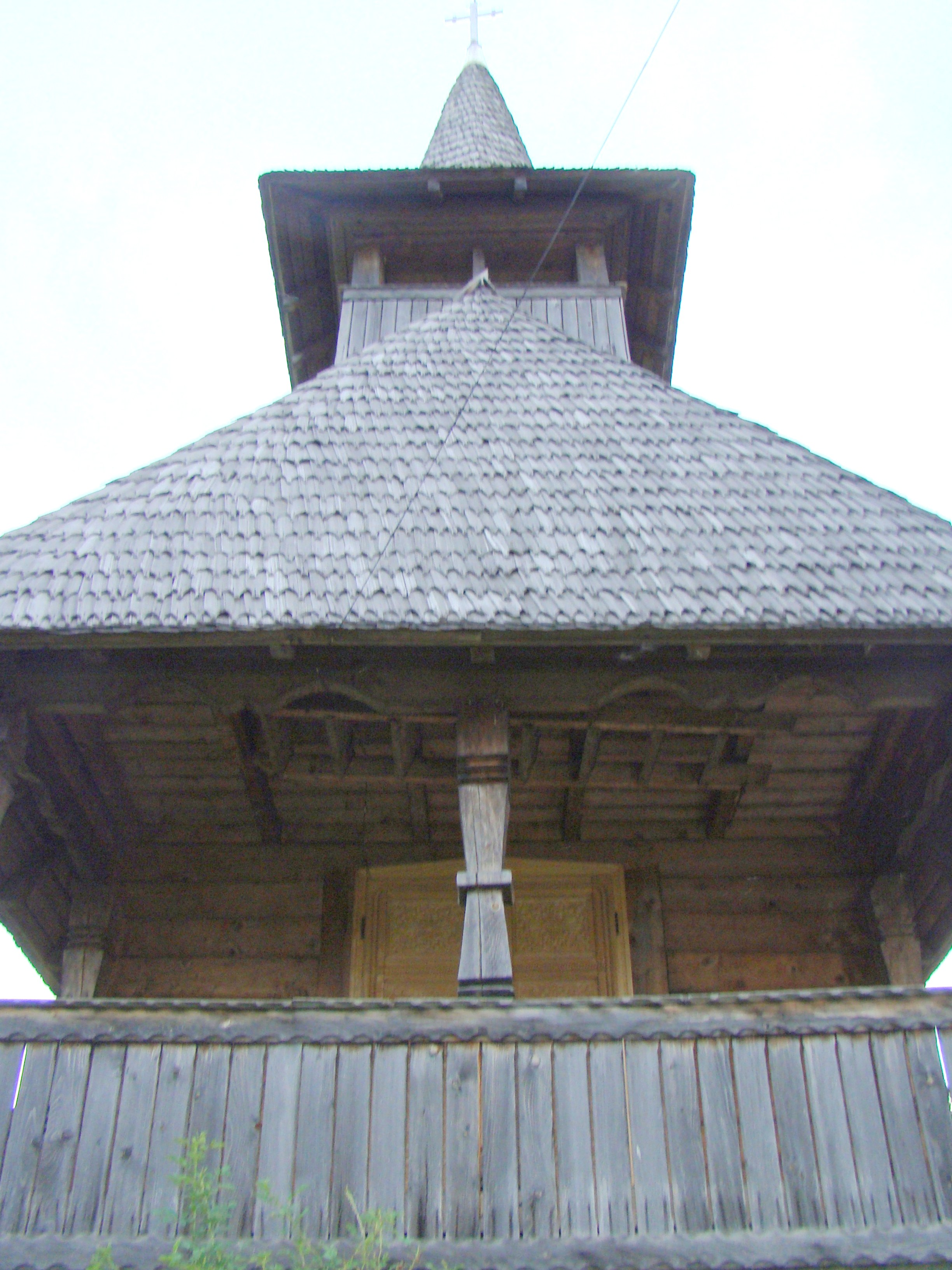
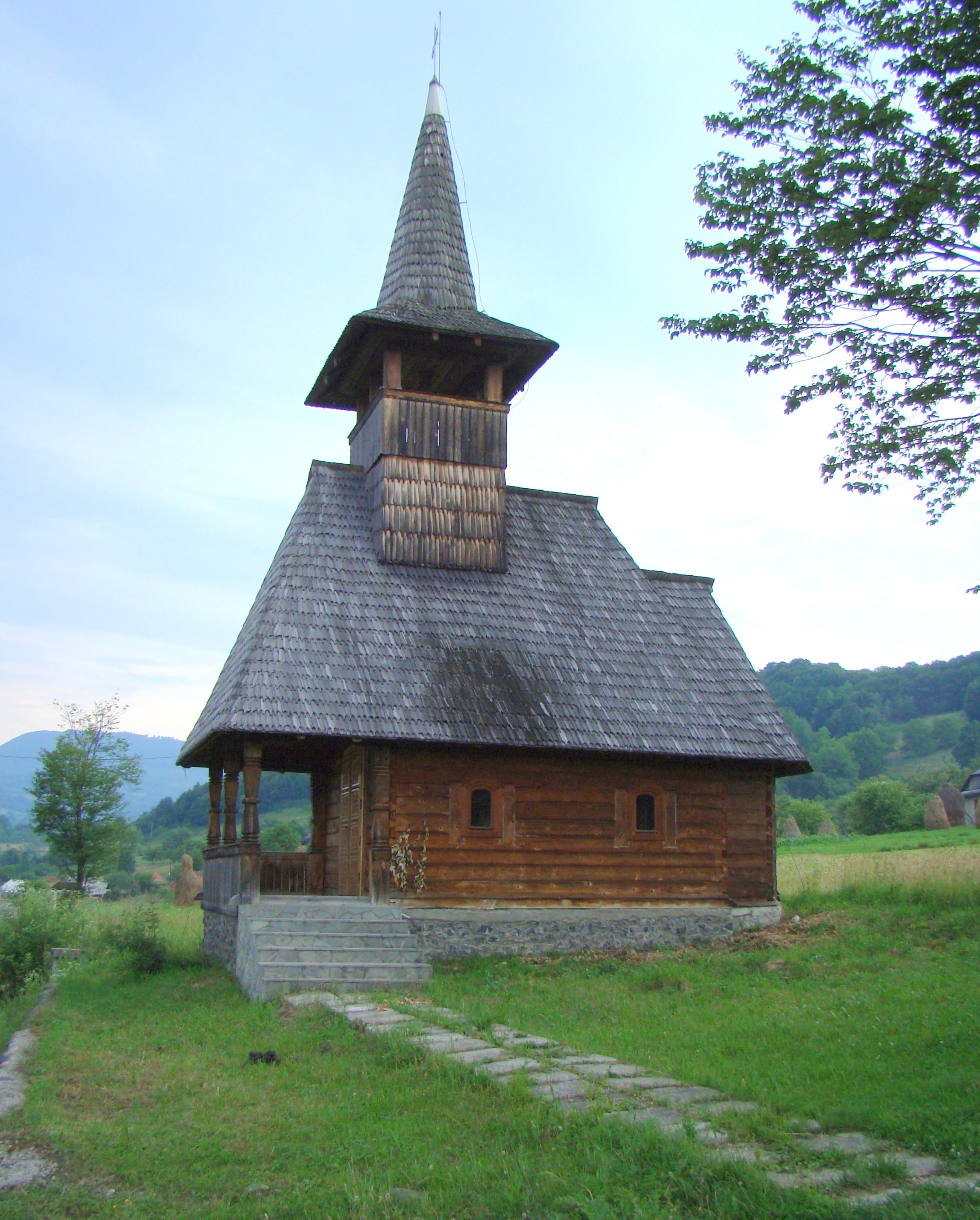
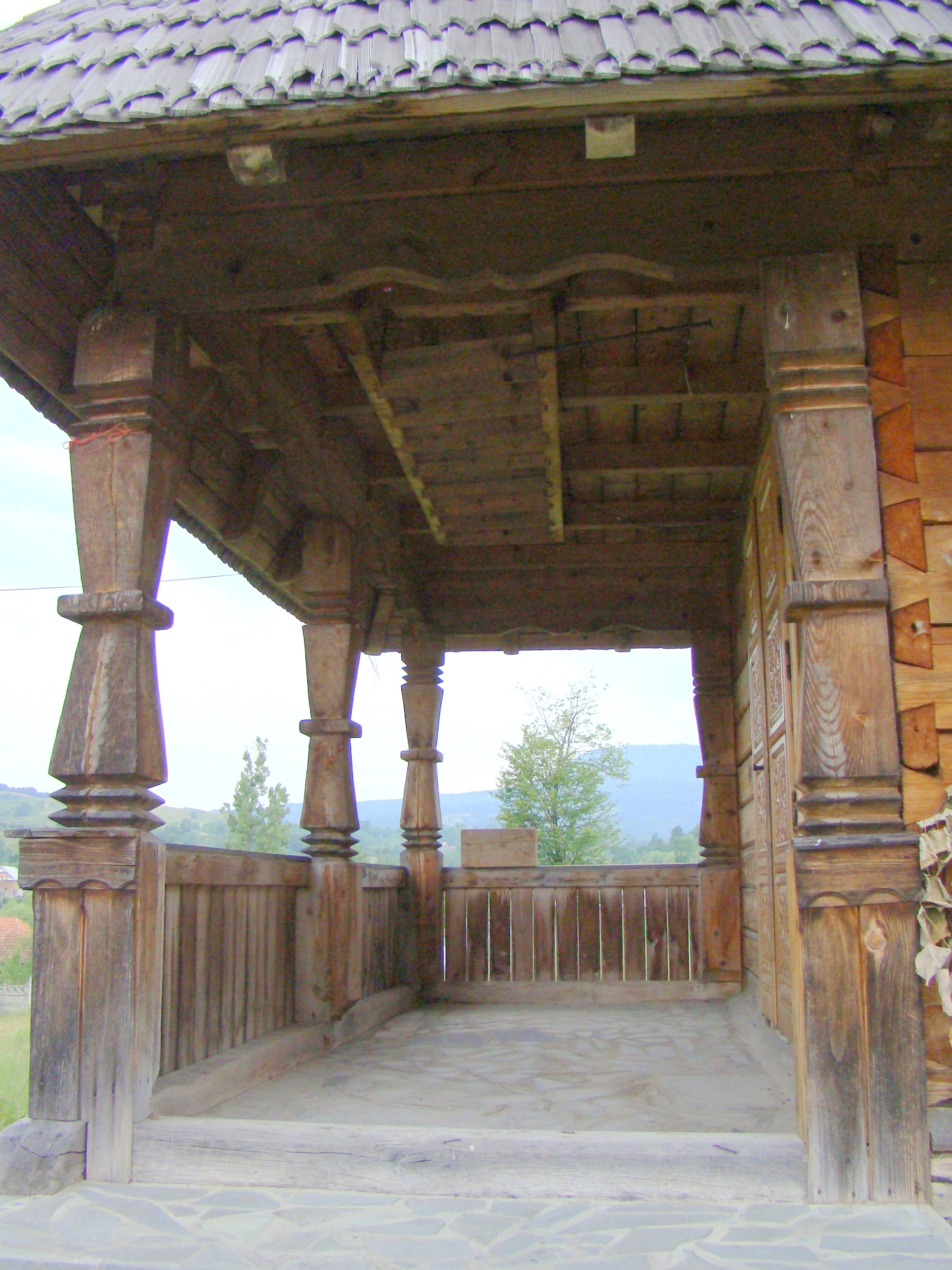
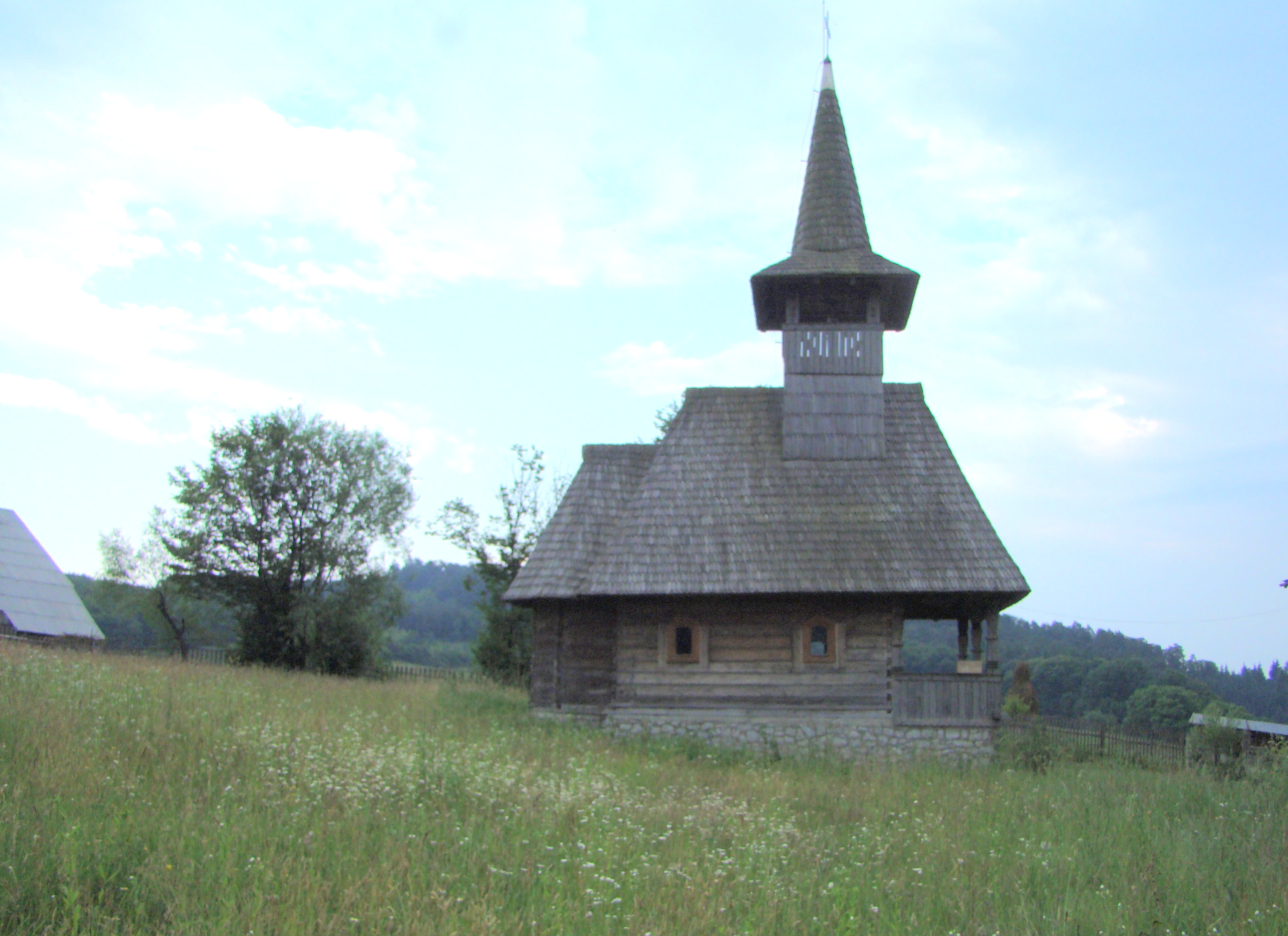
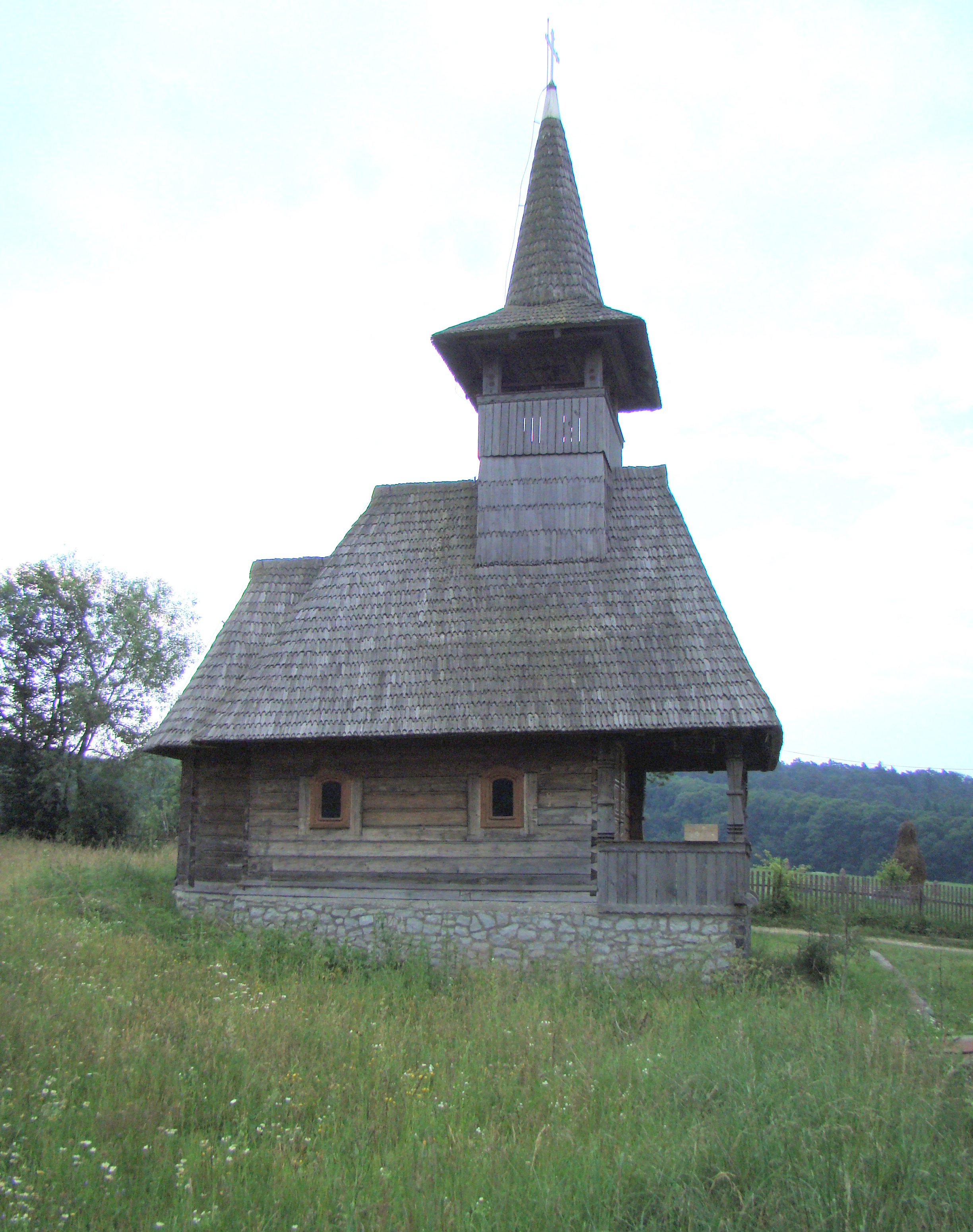
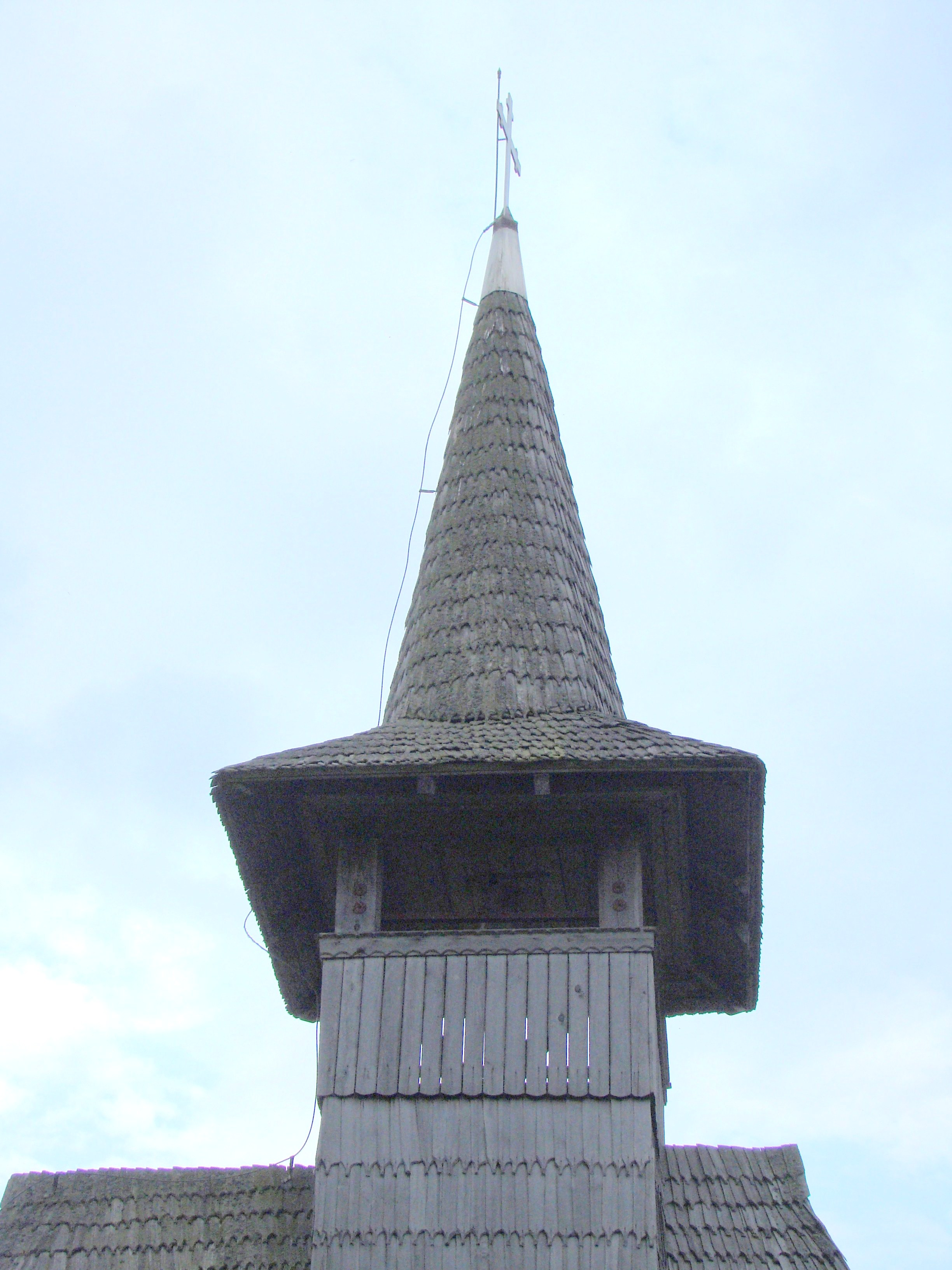
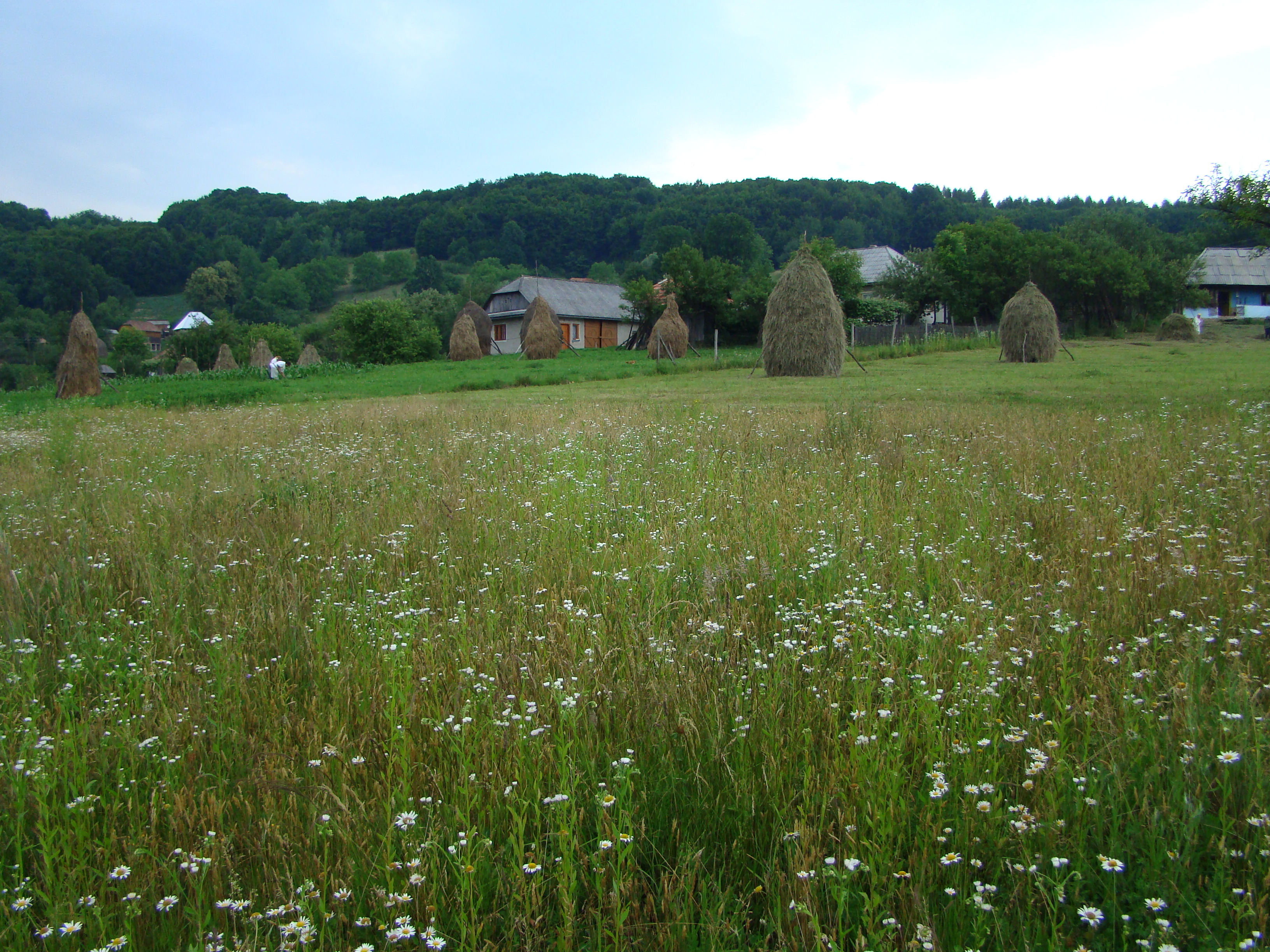
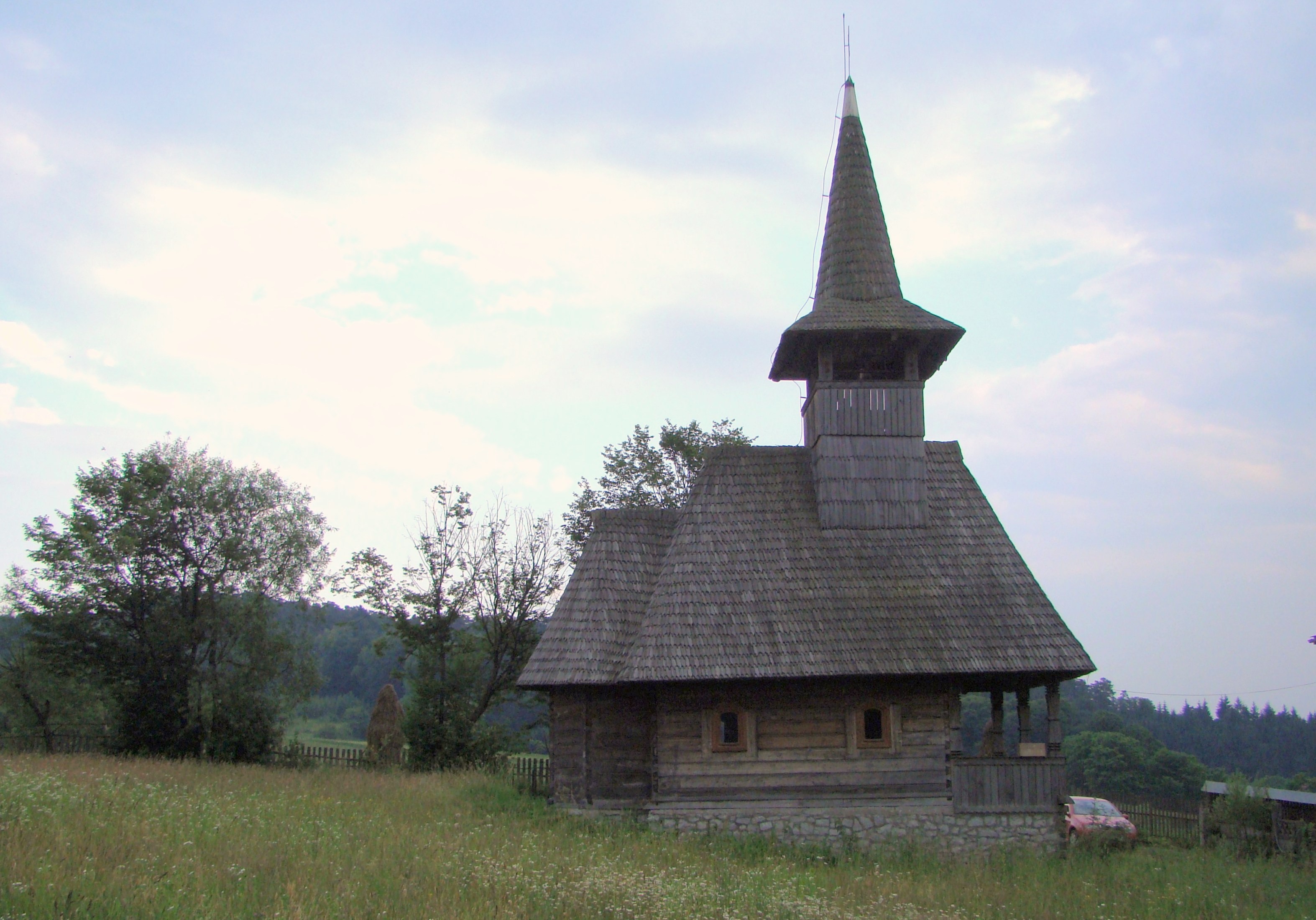
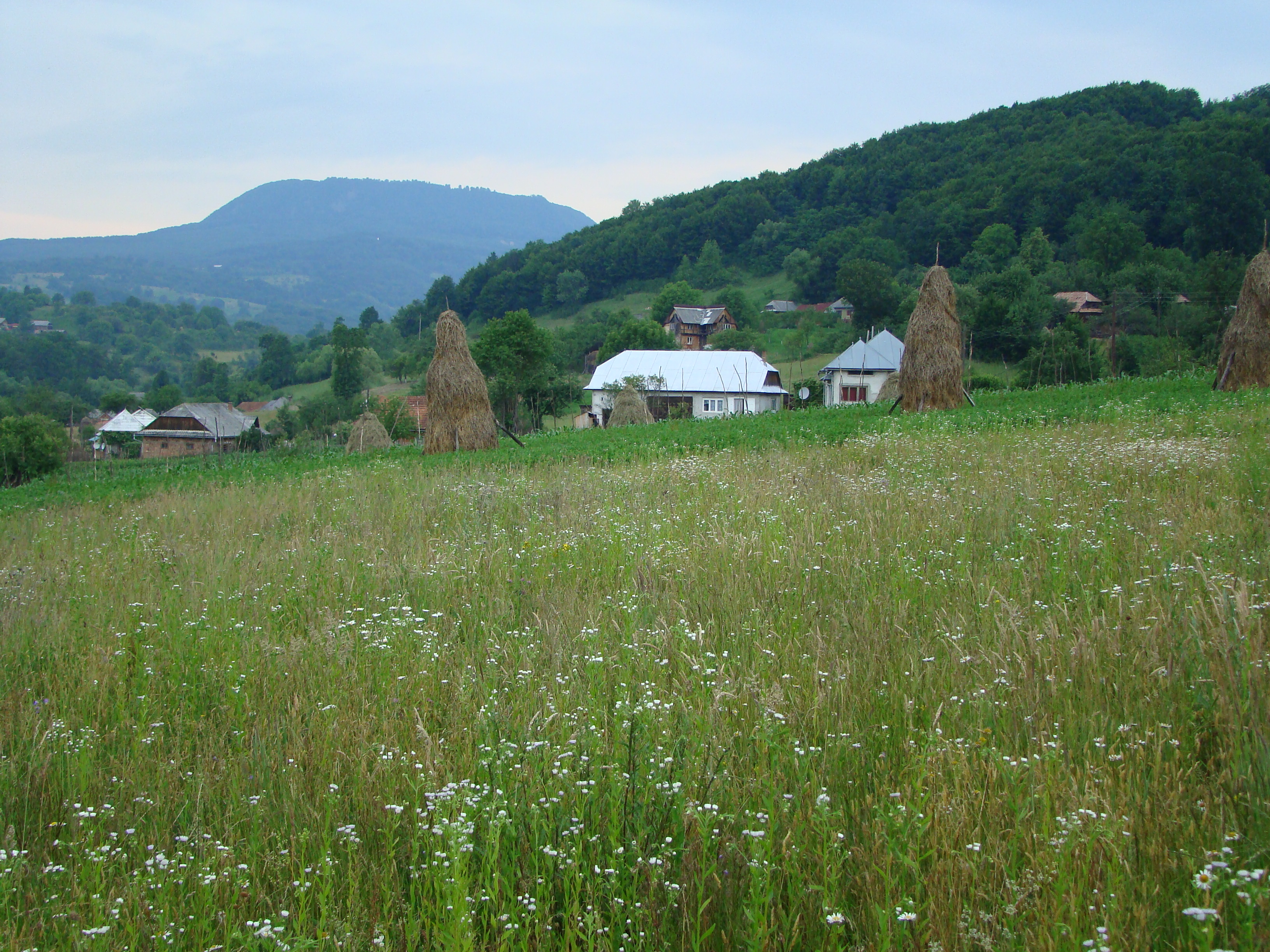
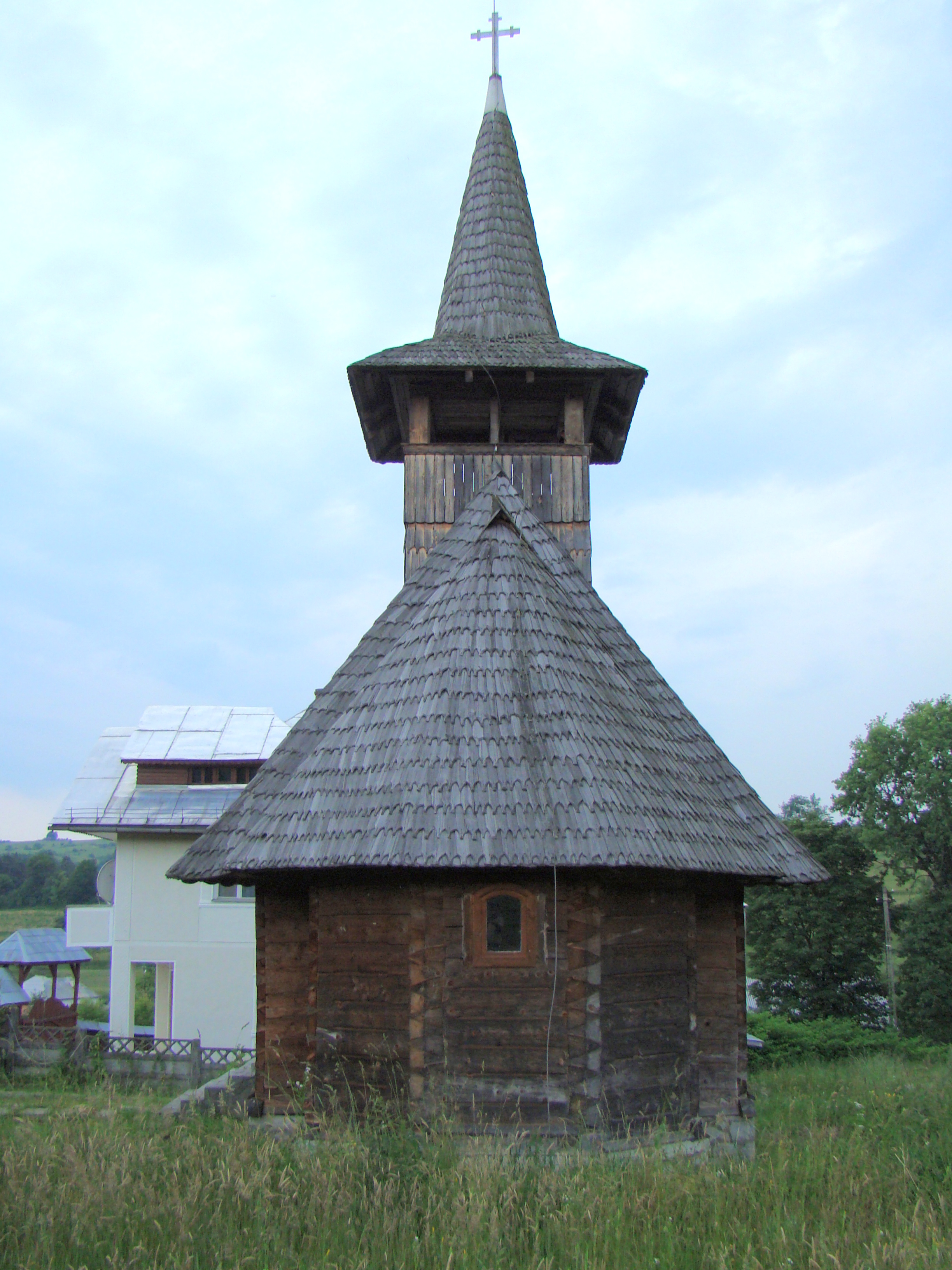
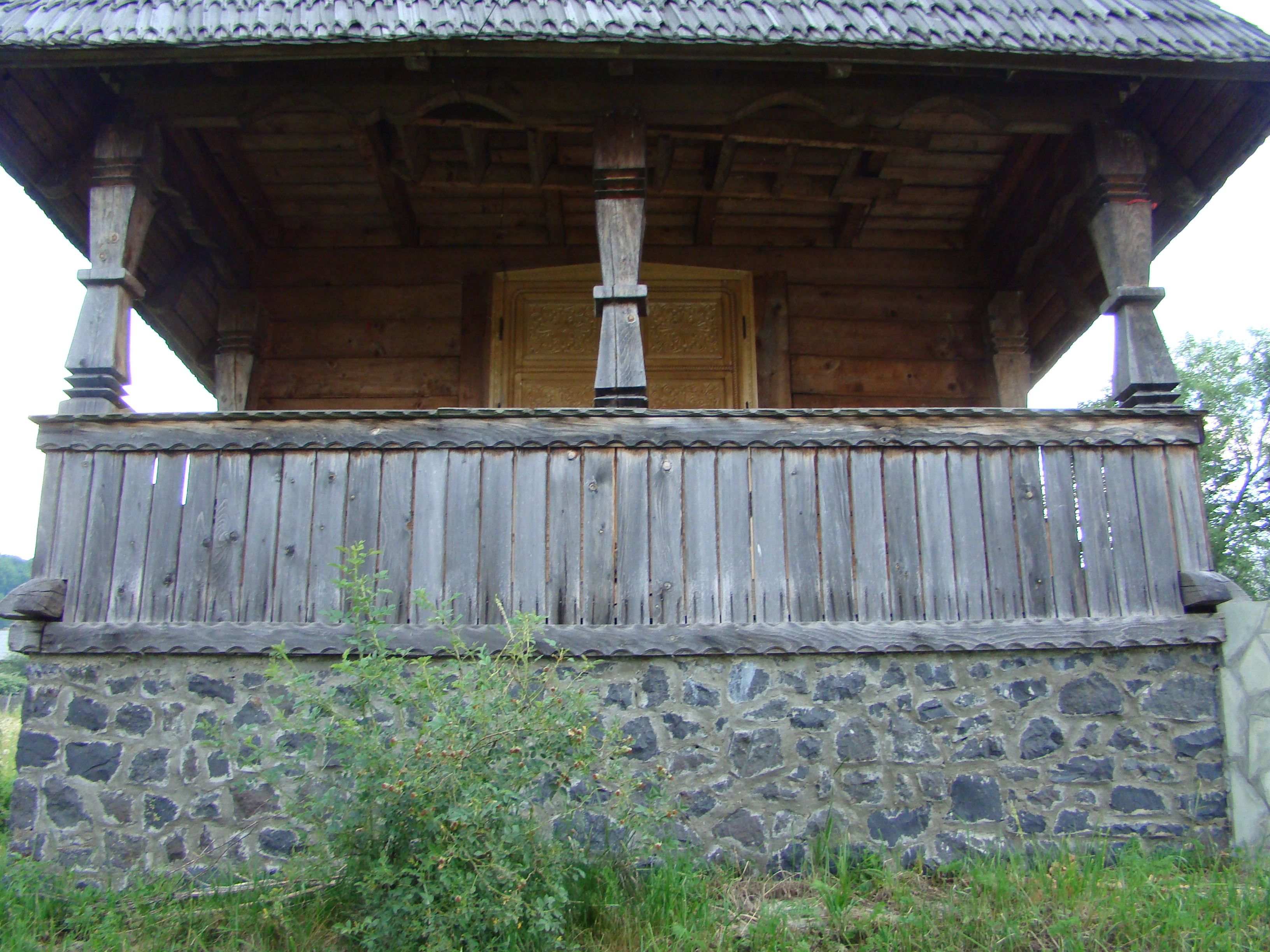
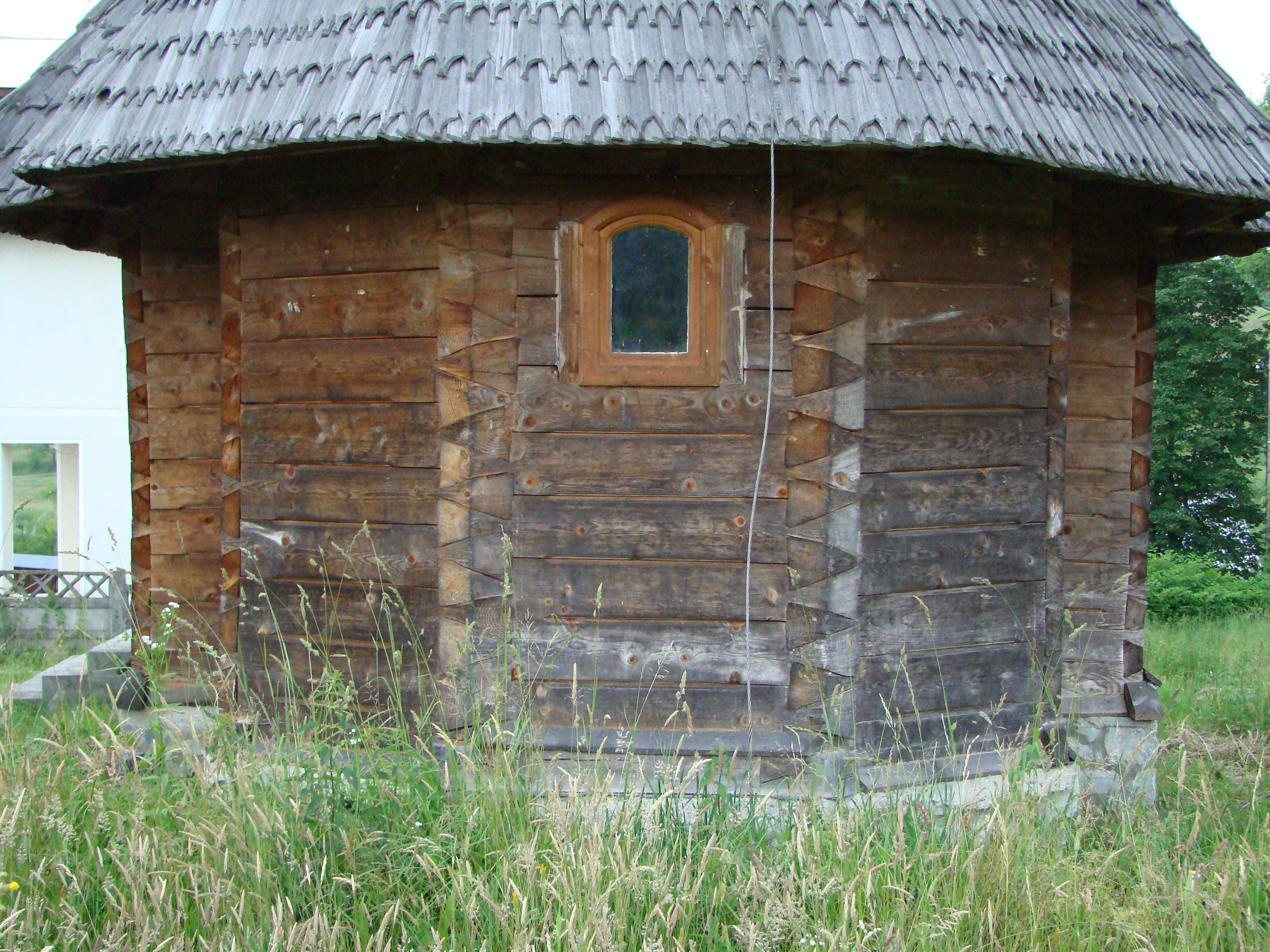
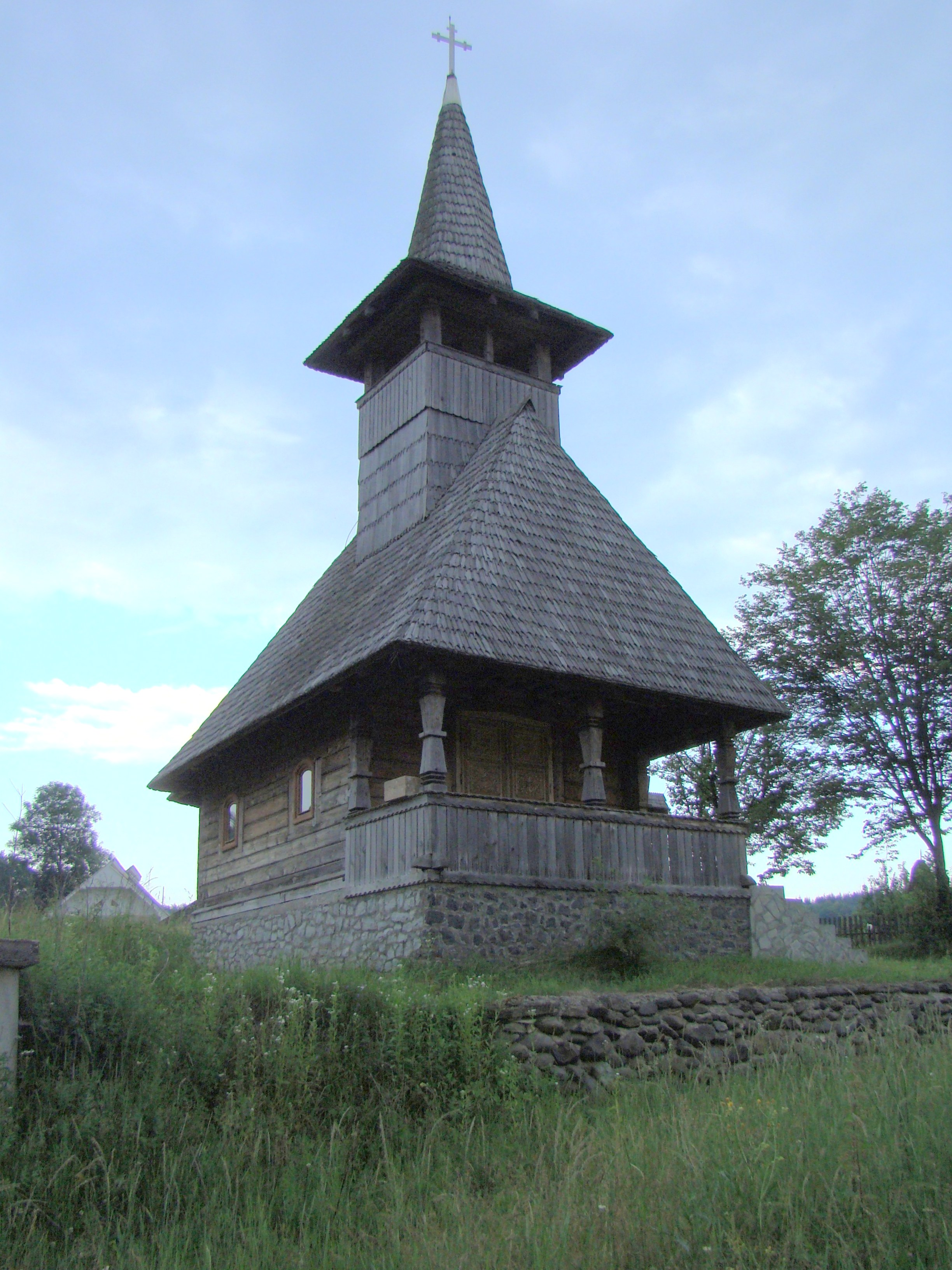
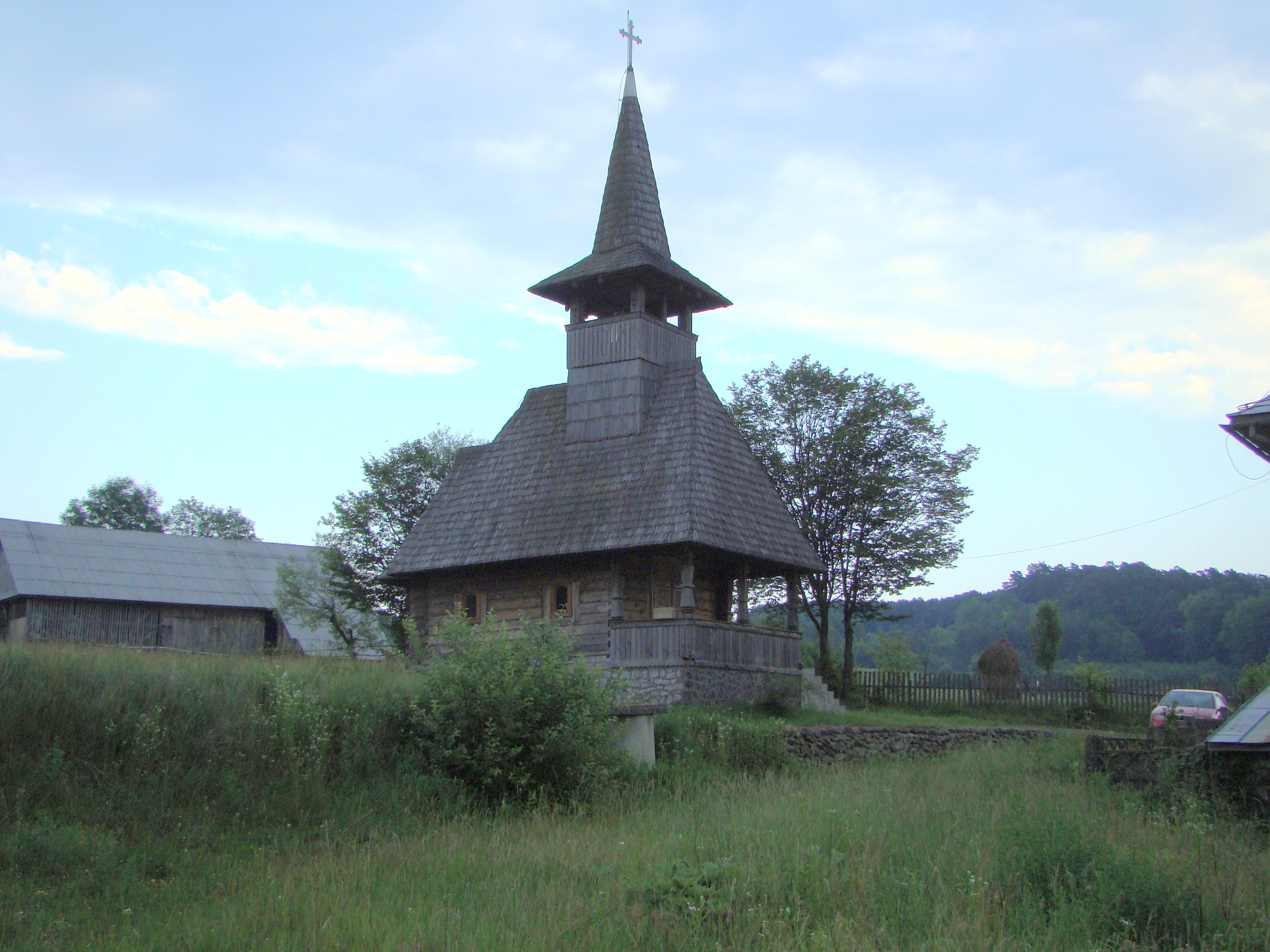